# 로드니 스트레서
로드니 스트레서(Rodney Strasser, 1990년 3월 30일 ~ )는 시에라리온의 축구 선수이다.

## 수상 경력
밀란
- 세리에 A: 2010–11